# Jean-Jacques Dessalines

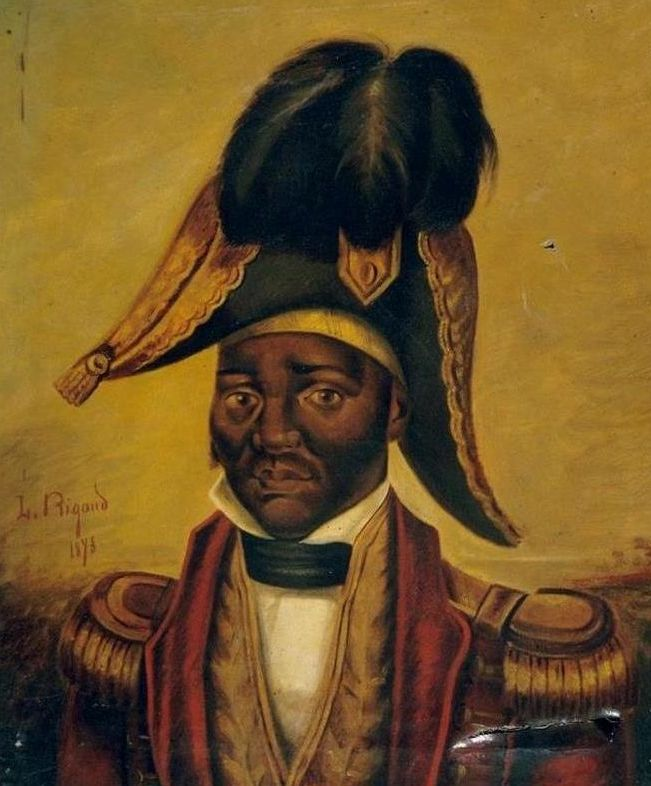
Jean-Jacques Dessalines.

Jean-Jacques Dessalines, född 20 september 1758 i Saint-Domingue, död 17 oktober 1806 i Pont-Rouge vid Port-au-Prince, var en haitisk ledare. 
Han föddes som slav och startade ett uppror 1791. Han tjänade under François Toussaint l'Ouverture som adjutant. Efter freden 1802 gick han i fransk tjänst, men gjorde 1803 uppror mot Rochambeau och proklamerade öns oavhängighet. Från januari 1804 lät han med stöd av sina officerare utropa sig till generalguvernör på livstid över Haiti, med rätt att bestämma sin efterträdare. Under 1804 gav han order om att genomföra massakern på Haiti 1804. Denna massaker bevakade han också själv och såg till att den genomfördes. I december 1804 lät han kröna sig till kejsare under namn av Jakob (Jacques) I. Mot hans förtryckande styre utbröt under ledning av Henri Christophe och Alexandre Pétion ett uppror, under vilket Dessalines mördades.
Gift 1801 med Marie-Claire Heureuse Félicité.